# Werner R. Thiel
Werner Richard Thiel (* 29. September 1961 in München) ist ein deutscher Chemiker und Hochschullehrer.

## Leben
Thiel absolvierte nach dem Abitur am Asam-Gymnasium München den Wehrdienst und studierte ab 1981 Chemie an der Technischen Universität München (TUM) mit Diplom-Abschluss 1987. Im Jahr 1990 folgte seine Promotion bei Wolfgang A. Herrmann mit einer Arbeit über die Koordinationschemie des 2,2’-Bipyridins. Von 1990 bis 1991 war er Postdoktorand bei Didier Astruc an der Universität Bordeaux mit einem Feodor-Lynen-Stipendium der Humboldt-Stiftung und im Anschluss daran bis 1996 Wissenschaftlicher Assistent am Anorganisch-Chemischen Institut der TUM. 1997 habilitierte er sich bei Wolfgang A. Herrmann an der TUM, wo er ab 1998 als Privatdozent tätig war.
Von 2000 bis 2004 war Thiel außerordentlicher Professor an der Technischen Universität Chemnitz und übernahm 2004 eine Professur für Anorganische Chemie und Katalyse an der damaligen Technischen Universität Kaiserslautern (TUK) und heutigen Rheinland-Pfälzischen Technischen Universität in Kaiserslautern. Von 2006 bis 2016 war er an der TUK zudem geschäftsführender Leiter am Zentrum für Lehrerbildung. Von 2017 bis 2020 bekleidete er die Position des Dekans des Fachbereichs Chemie und war außerdem Senator an der Universität.
Im Juli 2020 wurde Thiel vom Senat der TUK zum Vizepräsidenten für Forschung und Technologie gewählt.

## Wissenschaftliche Schwerpunkte
In seinen wissenschaftlichen Arbeiten beschäftigt sich Thiel mit der homogenen Oxidationskatalyse und der Erforschung der Effizienz und Mechanistik katalytischer Reaktionen im Zusammenhang mit der Erforschung nachhaltiger Rohstoffe und bislang ungenutzter Kohlenstoffquellen.

## Veröffentlichungen
- Synthese, Derivatisierung und Charakterisierung von Komplexverbindungen des Chelat-Liganden 2,2'-Bipyridin: Reaktivität und strukturchemische Aspekte. Dissertationsschrift, Technische Universität München, 1990, 193 S.
- Neue Liganden für die homogene Katalyse. Habilitationsschrift, Technische Universität München, 1997[5]